# Europejskie Igrzyska Halowe w Lekkoatletyce 1969 – skok wzwyż mężczyzn
Skok wzwyż mężczyzn – jedna z konkurencji technicznych rozgrywanych podczas lekkoatletycznych europejskich igrzysk halowych w hali Palac Lodowy w Belgradzie. Rozegrano od razu finał 9 marca 1969. Zwyciężył reprezentant Związku Radzieckiego Walentin Gawriłow, który na poprzednich igrzyskach zdobył srebrny medal. Tytułu z poprzednich igrzysk nie bronił Wałerij Skworcow ze Związku Radzieckiego.

## Rezultaty

### Finał
Rozegrano od razu finał, w którym wzięło udział 16 skoczków.

Opracowano na podstawie materiału źródłowego.
| Miejsce | Zawodnik            | Wynik |
| ------- | ------------------- | ----- |
| 1       | Walentin Gawriłow   | 2,17  |
| 2       | Henry Elliott       | 2,14  |
| 3       | Șerban Ioan         | 2,14  |
| 4       | Rudolf Köppen       | 2,11  |
| 5       | Michel Portmann     | 2,08  |
| 6       | Ewgeni Jordanow     | 2,08  |
| 7       | József Tihanyi      | 2,08  |
| 8       | Luis María Garriga  | 2,08  |
| 9       | Jan Dahlgren        | 2,08  |
| 9       | Thomas Zacharias    | 2,08  |
| 11      | Reijo Vähälä        | 2,05  |
| 12      | Miodrag Todosijević | 2,05  |
| 13      | Roman Moravec       | 2,05  |
| 14      | Ljudevit Silađi     | 2,00  |
| 15      | Nurullah Candan     | 1,95  |
| –       | Gunther Spielvogel  | NM    |